# Patrick Daniel Abis
Patrick Daniel Abis (* 28. September 2003) ist ein philippinischer Eishockeyspieler, der seit 2022 bei den Manila Sharks in der philippinischen Liga spielt.

## Karriere
Patrick Daniel Abis begann seine Karriere bei den Manila Griffins in der Manila Eishockeyliga. 2018 wechselte er in die höherklassige philippinische Eishockeyliga. Nachdem er zunächst für die Manila Bearcats aktiv war, steht er seit 2022 bei den Manila Sharks auf dem Eis.

### International
Im Juniorenbereich nahm Abis mit dem philippinischen Team am IIHF U20 Challenge Cup of Asia 2018, 2019, als der dritte Platz erreicht wurde, und 2022 teil. Gemeinsam mit Benjamin Jorge Imperial ist er Rekordtorschütze der philippinischen U20-Auswahl.
Für die philippinische Nationalmannschaft spielte Abis erstmals bei der Weltmeisterschaft 2023 in der Division IV, als der Aufstieg in die Division III gelang. Dort spielte er dann bei der Weltmeisterschaft 2024.

## Erfolge und Auszeichnungen
- 2019 Bronzemedaille beim IIHF U20 Challenge Cup of Asia
- 2023 Aufstieg in die Division III, Gruppe B, bei der Weltmeisterschaft der Division IV